# Bát ăn

Bát Trung Quốc với trang trí của "Ba Người bạn"; 1426-1435 trước Công nguyên; sứ với trang trí màu xanh tráng men; đường kính: 30,2 cm; Bảo tàng nghệ thuật Cleveland (Hoa Kỳ)

Bát ăn (còn gọi đơn giản là bát, phương ngữ miền Bắc), hoặc chén (phương ngữ miền Nam, khi kích thước nhỏ), tô (phương ngữ miền Nam, khi kích thước to), đọi (phương ngữ vùng Bắc Trung Bộ), là một đĩa tròn hoặc hộp đựng thường được sử dụng để chuẩn bị và phục vụ thức ăn. Nội thất của một bát được đặc trưng hình dạng như một nắp hình cầu, với các cạnh và phía dưới tạo thành một đường cong liền mạch. Điều này làm cho bát đặc biệt thích hợp để giữ chất lỏng và thức ăn lỏng, vì đồ chứa bên trong của bát được tập trung tự nhiên ở trung tâm của nó bởi lực hấp dẫn. Bề ngoài của một cái bát thường tròn nhất, nhưng có thể có bất kỳ hình dạng nào, kể cả hình chữ nhật.
Kích thước của bát thay đổi từ bát nhỏ dùng để đựng một phần thức ăn cho đến bát lớn, chẳng hạn như bát đục lỗ hoặc bát salad, thường được sử dụng để giữ hoặc lưu trữ nhiều hơn một phần thức ăn. Có một số chồng chéo giữa bát, cốc uống và đĩa. Những cái bát rất nhỏ, chẳng hạn như trà oản (茶碗), thường được gọi là tách trà, trong khi những chiếc đĩa có giếng đặc biệt sâu thường được gọi là bát.
Trong các nền văn hóa Nam Á, bát vẫn là hình thức điển hình của vật chứa thực phẩm để ăn, và trên đó nó được phục vụ. Các hình thức nhỏ trong lịch sử cũng được sử dụng để phục vụ cả trà và đồ uống có cồn. Đối thủ chính của nó là đĩa phẳng, chiếm ưu thế trong văn hóa phương Tây và nhiều nền văn hóa khác, như các hình thức của cốc làm cho đồ uống.

## Lý lịch

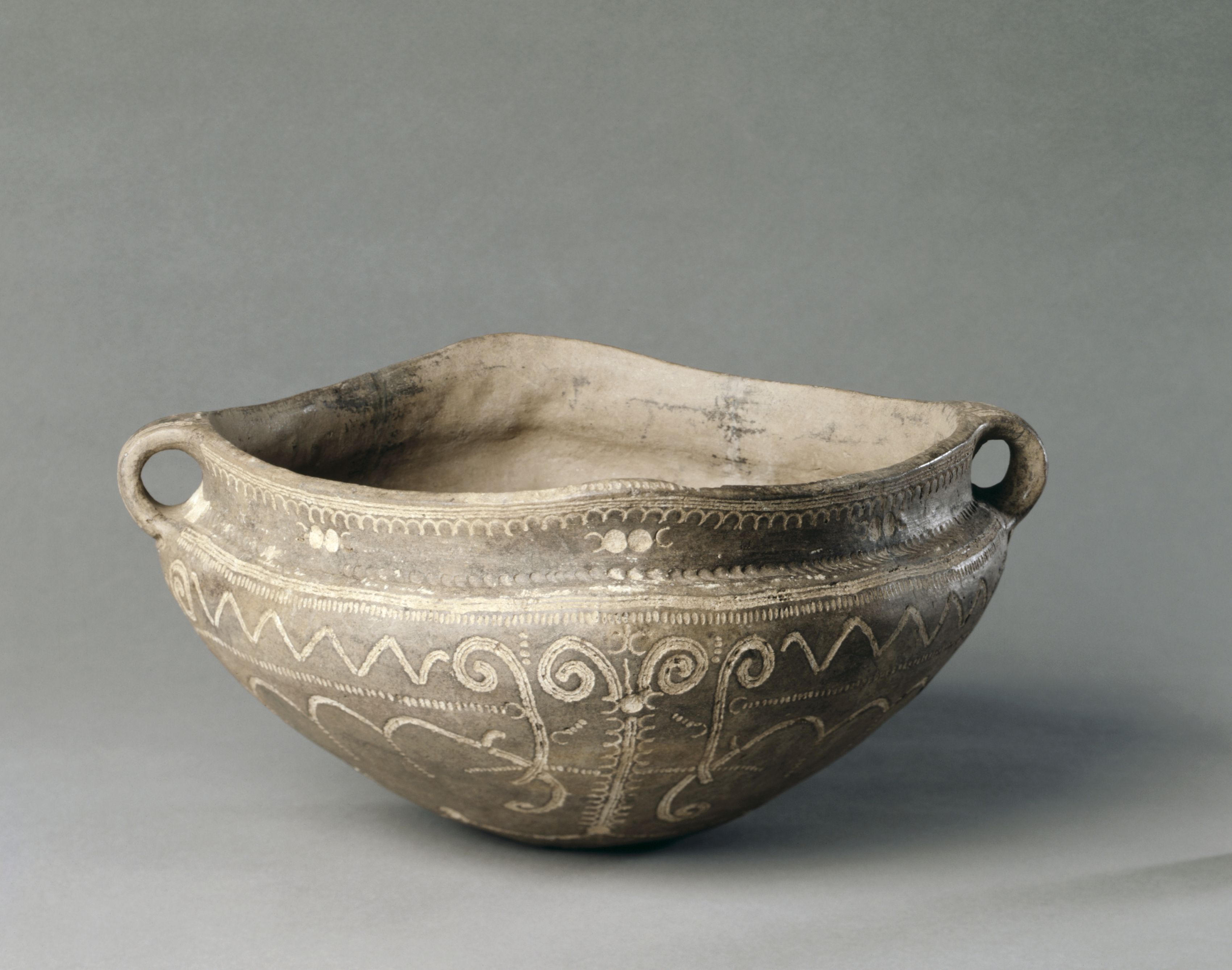
Bát lớn Rumani từ thời trung cổ; khoảng năm 1550 trước Công nguyên; đồ đất nung đánh bóng; tổng thể: 15,5 x 31,3 cm; Bảo tàng nghệ thuật Cleveland (Hoa Kỳ)

Bát hiện đại có thể được làm bằng gốm, kim loại, gỗ, nhựa và các vật liệu khác. Bát đã được thực hiện trong hàng ngàn năm. Những chiếc bát rất sớm đã được tìm thấy ở Trung Quốc, Hy Lạp cổ đại, Bêlarut và trong một số nền văn hóa của người Mỹ bản địa.
Trong đồ gốm Hy Lạp cổ đại, những chiếc bát nhỏ, bao gồm phiales và pateras, và những chiếc cốc hình bát gọi là kylices đã được sử dụng. Phiales được sử dụng cho libations và bao gồm một vết lõm nhỏ ở trung tâm cho bát sẽ được tổ chức với một ngón tay, mặc dù một nguồn chỉ ra rằng những được sử dụng để giữ nước hoa chứ không phải là rượu. Một số ví dụ Địa Trung Hải từ thời đại đồ đồng trang trí công phu và tinh tế của thiết kế. Ví dụ, thiết kế tàu phun nước cầu xuất hiện ở Minoan tại Phaistos. Vào thiên niên kỷ thứ 4 trước Công nguyên, có bằng chứng cho thấy văn hóa Uruk của Mesopotamia cổ đại được sản xuất hàng loạt bát vát có kích thước tiêu chuẩn. Hơn nữa, trong đồ gốm Trung Quốc, có rất nhiều bát được vẽ công phu và các tàu khác có niên đại thời kỳ đồ đá mới. Tính đến  năm 2009, người già nhất được tìm thấy là 18.000 tuổi.
Khi kiểm tra những chiếc bát được tìm thấy trong một cuộc khai quật khảo cổ ở Bắc Mỹ, nhà nhân chủng học Vincas Stepona xác định một cái bát bằng kích thước của nó, viết rằng đường kính của một cái bát hiếm khi rơi xuống một nửa chiều cao và những chiếc bát lịch sử có thể được phân loại theo cạnh, hoặc miệng và hình dạng của chúng.

## Bát chung

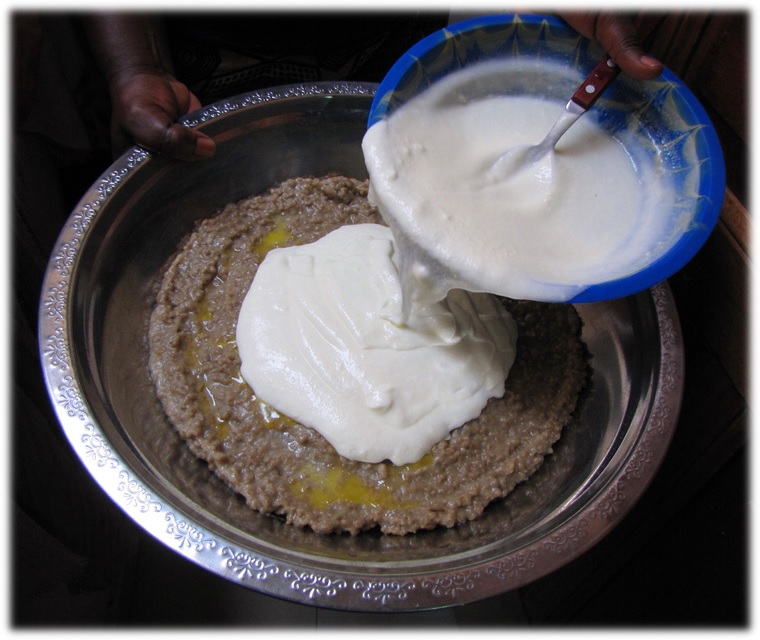
Lakh - cháo bột kê trong đĩa chung phục vụ với sữa lên men ngọt. Sénégal, Tây Phi.

Trong nhiều nền văn hóa, thực phẩm và thức uống được chia sẻ trong một bát hoặc cốc commune. Tại Mali, tên của thị trấn Bandiagara (phát âm tiếng Pháp: [bɑ̃djaɡaʁa]) đề cập đến bát xã bữa ăn được phục vụ trong. Tên dịch xấp xỉ để "bát ăn lớn." Ở Zimbabwe, sadza theo truyền thống được ăn từ bát chung, một truyền thống vẫn được duy trì bởi một số gia đình chủ yếu ở khu vực nông thôn. Nó thường được ăn bằng tay phải mà không cần sự trợ giúp của dao kéo; thường được cuộn thành một quả bóng trước khi được nhúng vào nhiều loại gia vị như nước sốt/ nước thịt, sữa chua hoặc rau hầm. Lakh là một món cháo luộc phổ biến được làm bằng các viên bột kê (araw/ arraw) thường được dùng để phục vụ với sữa lên men ngọt. Thường được phục vụ trong một bát chung hoặc đĩa ở Sénégal.
Ở Trung Quốc, việc một thực khách sử dụng đũa của mình để lấy thức ăn từ bát và đĩa chung được coi là thô lỗ và mất vệ sinh. Những hành vi thô lỗ tiềm tàng khác với đũa bao gồm chơi với chúng, tách chúng ra bằng mọi cách (chẳng hạn như cầm một tay mỗi người), đâm thức ăn với chúng hoặc đứng thẳng đứng trong đĩa thức ăn. (Loại thứ hai đặc biệt thô lỗ, gợi lên hình ảnh của nhang hoặc gậy 'joss' được sử dụng một cách trang trọng trong đám tang).
Trong một số nền văn hóa, bát chung có một tập hợp nghiêm ngặt xã hội, bằng chứng là thành ngữ Tây Ban Nha, " Cuándo hemos comido en el mismo plato?, " (Tiếng Anh: Khi nào chúng ta ăn cùng một món ăn?)
- Tư liệu liên quan tới Communal bowl tại Wikimedia Commons

## Hình ảnh

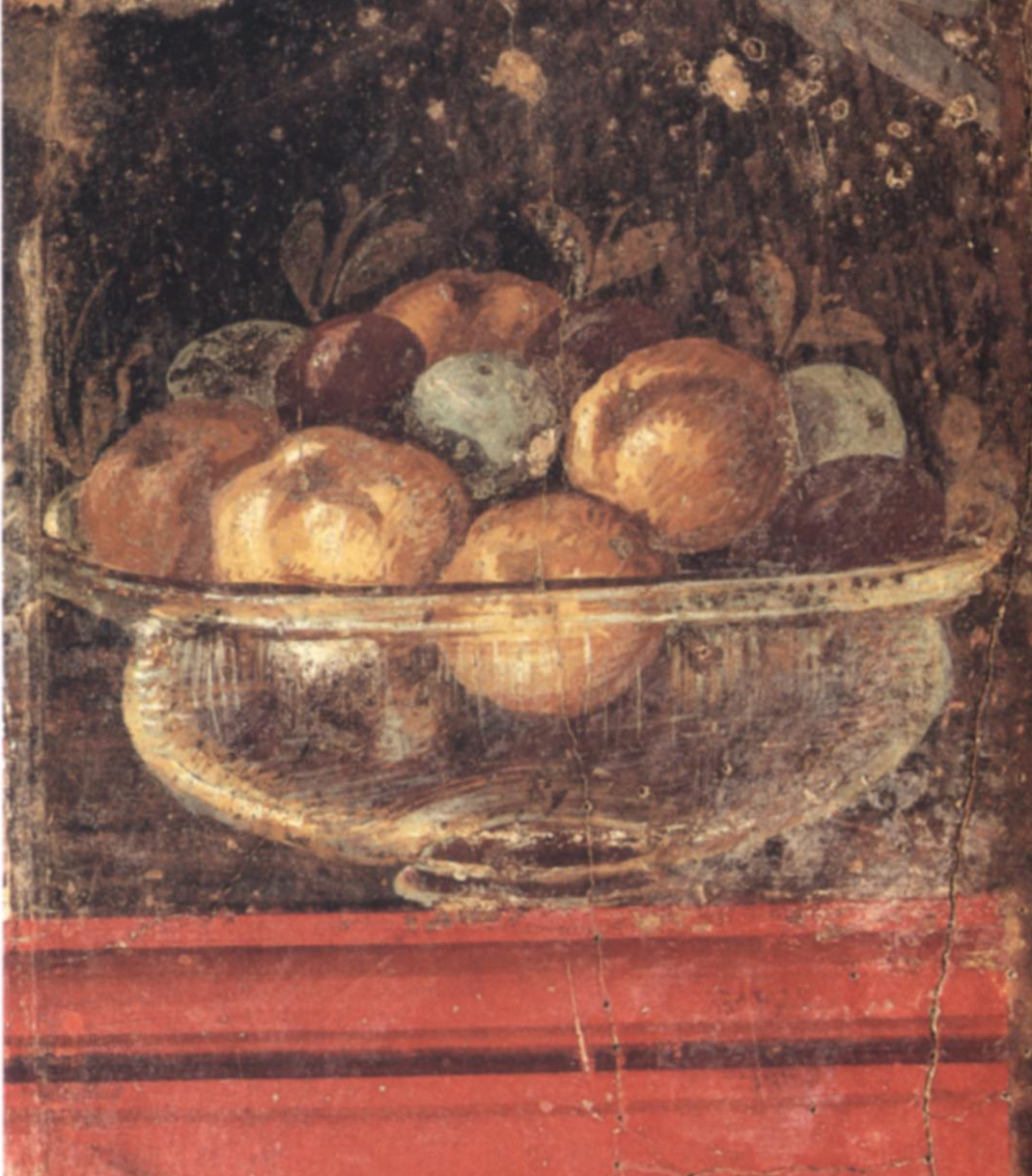
Bát thủy tinh trong suốt. Vẽ tranh tường trong Biệt thự La Mã Boscoreale, Ý (thế kỷ 1 sau Công nguyên)
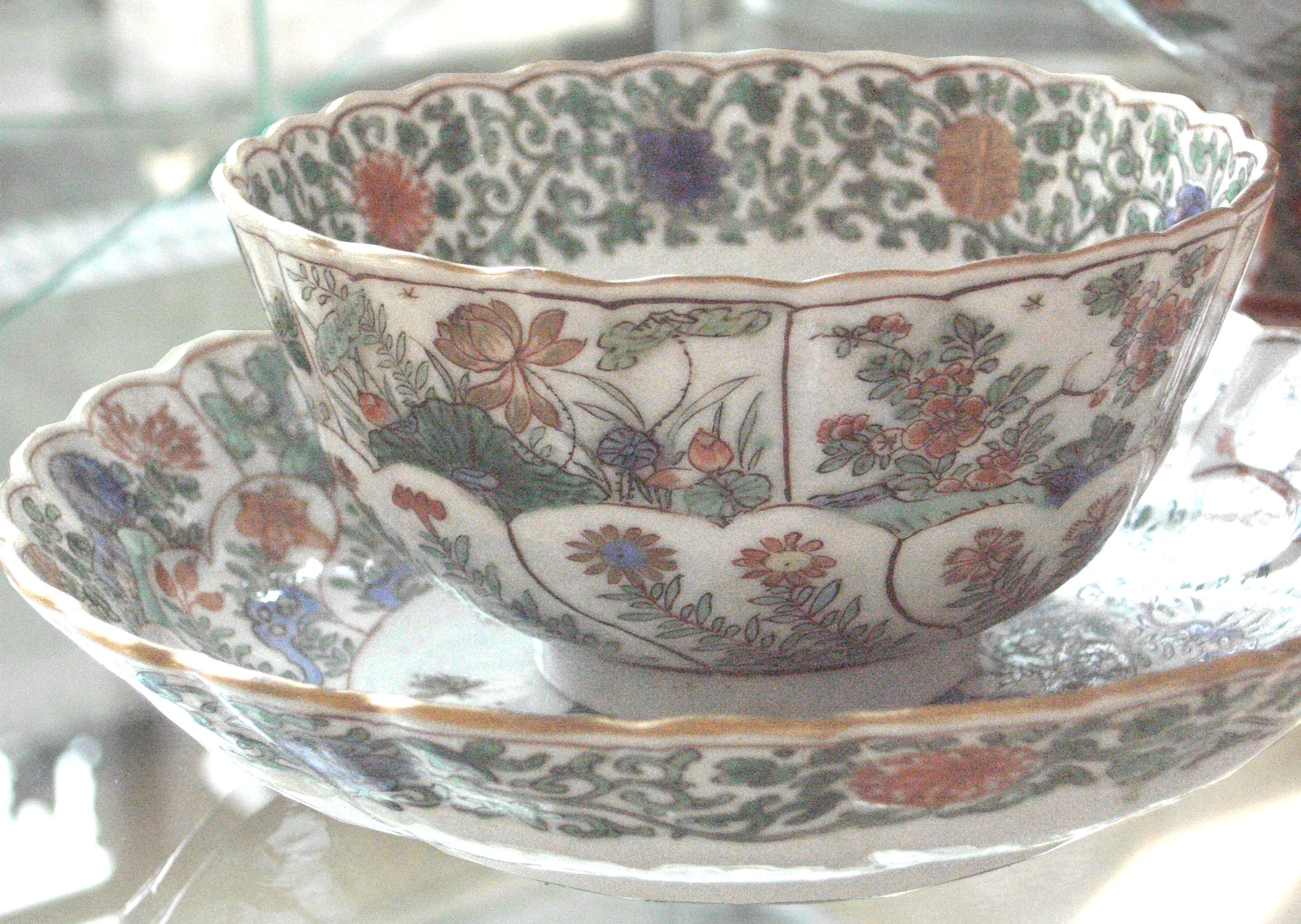
Bát Trung Hoa thời nhà Thanh
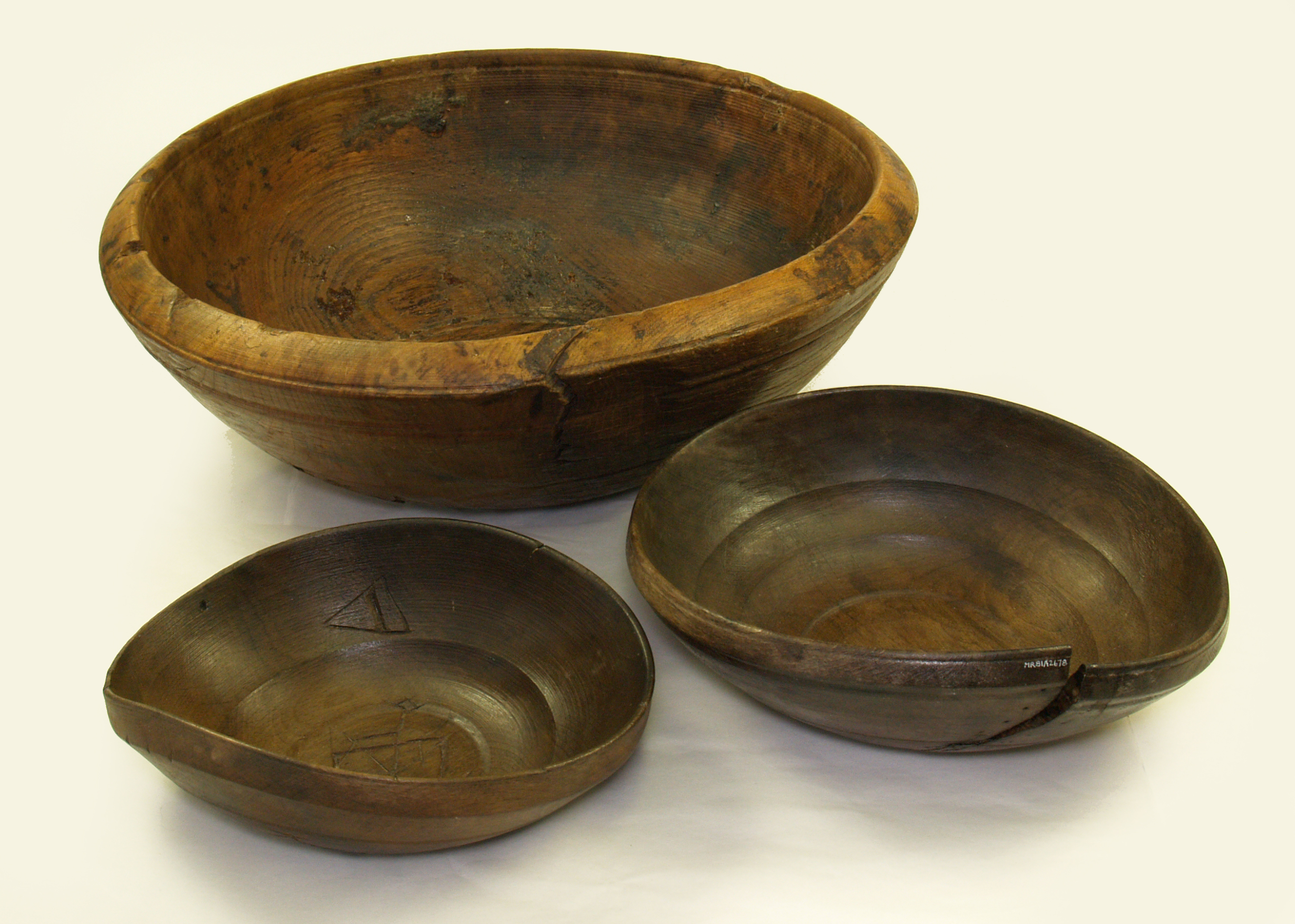
Một bộ bát gỗ được tìm thấy trên tàu Mary Rose thế kỷ 16
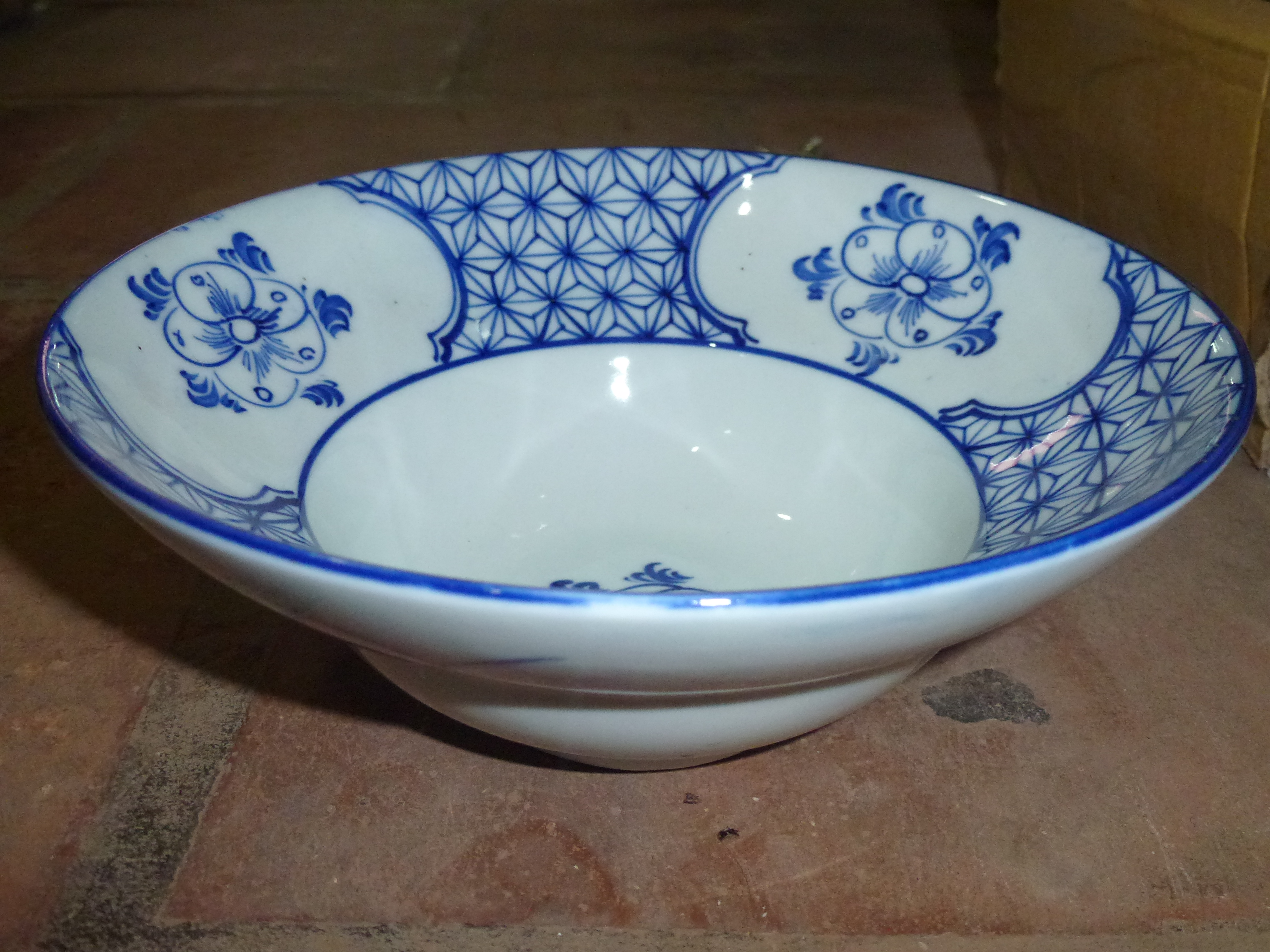
Bát mảnh mai (một loại bát Việt Nam)
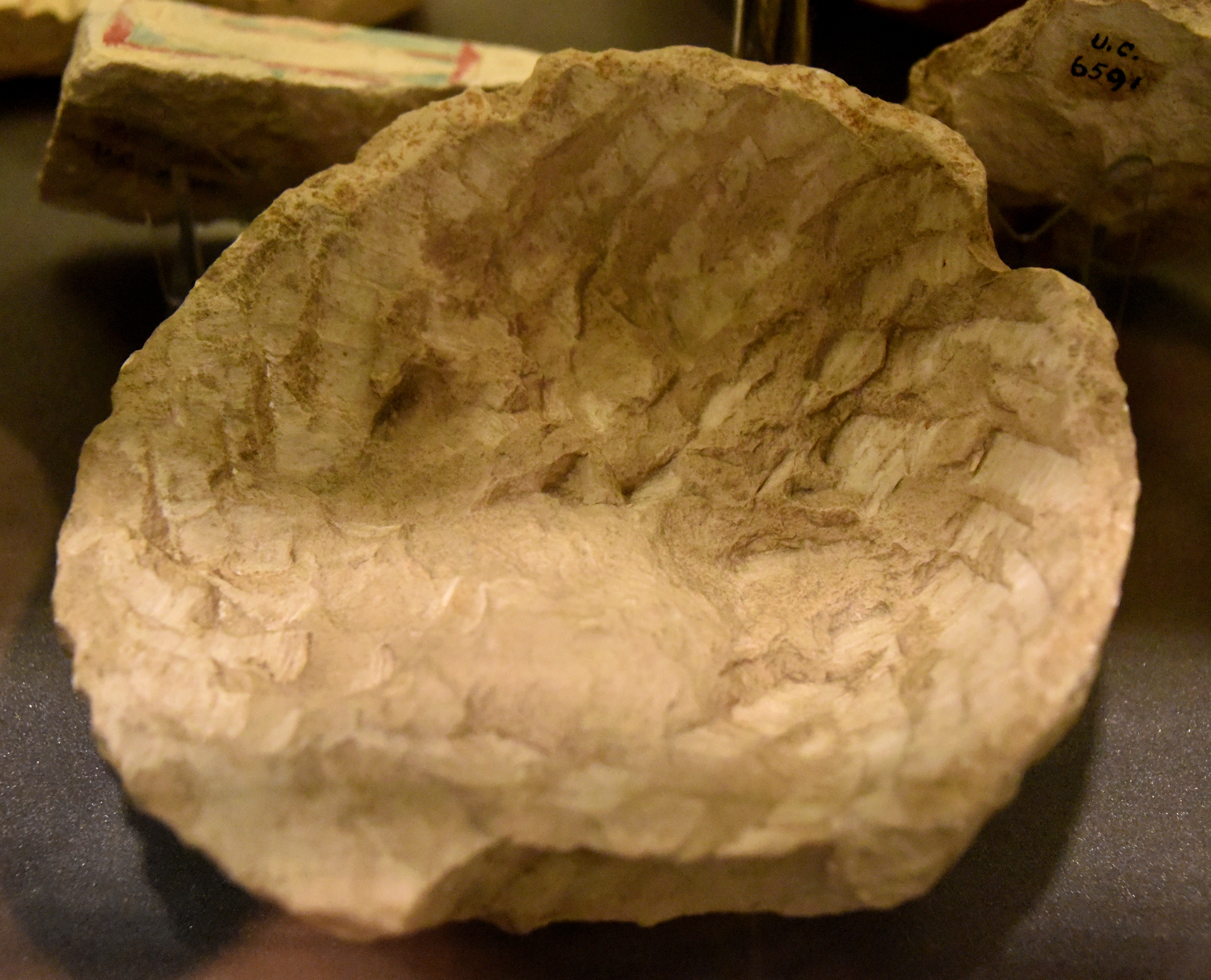
Bát đá Ai Cập cổ đại chưa thành phẩm, còn  có vết đẽo khoét trong lòng bát, phát hiện ở kim tự tháp Lahun, Fayum, Ai Cập. Thời kỳ Ptolemy.
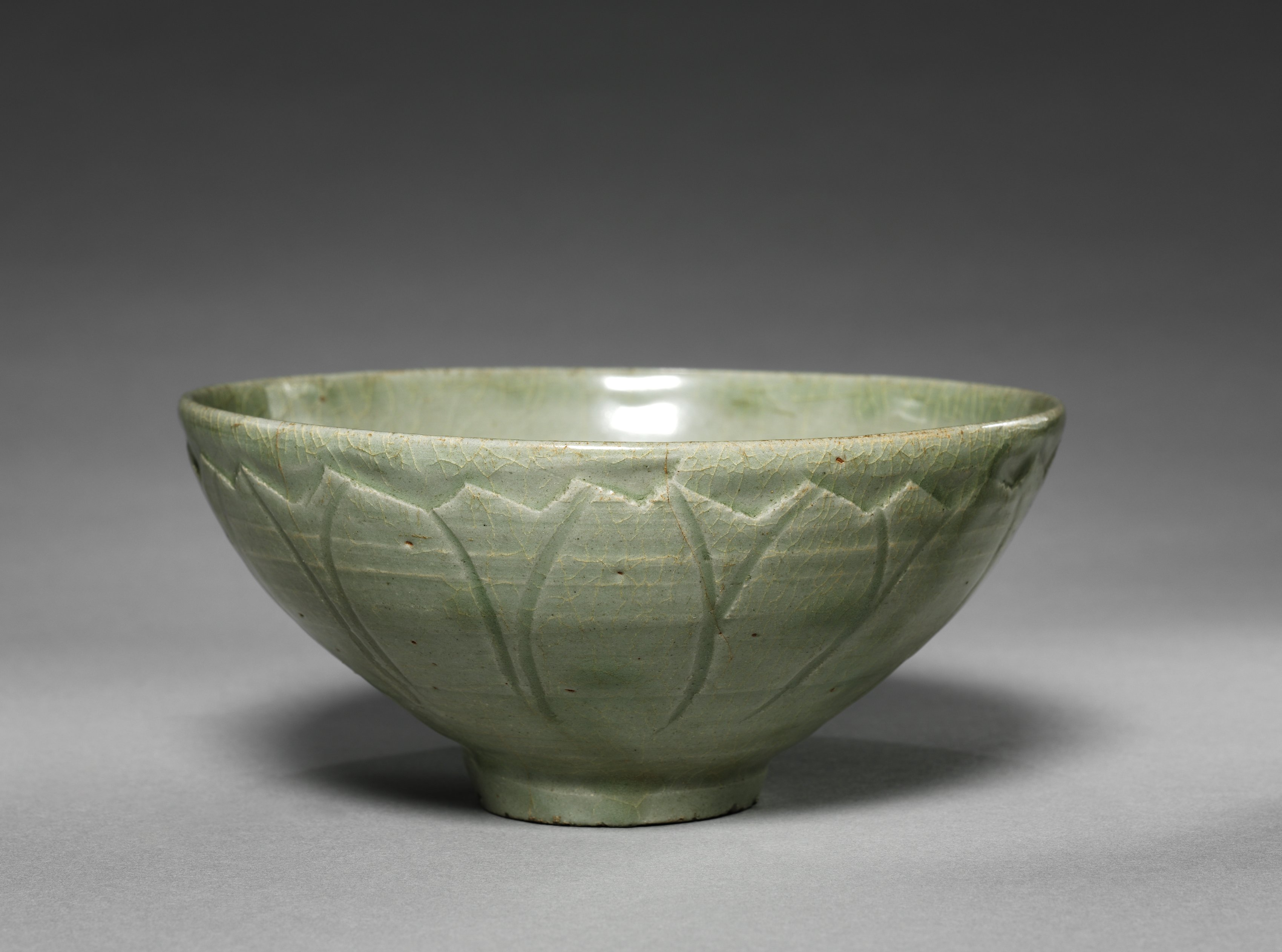
Bát Hàn Quốc tráng men với cánh sen đắp nổi; khoảng năm 1100 (triều Cao Ly); Bảo tàng mỹ thuật Cleveland